# Davor Pejčinović
Davor Pejčinović, né le 28 mars 1971 à Altenkirchen, en Allemagne de l'Ouest, est un ancien joueur croate de basket-ball. Il évoluait au poste de pivot.

## Palmarès
- 3e du championnat du monde 1994
- 3e du championnat d'Europe 1995